# Kernkraftwerk Kaiga
Das Kernkraftwerk Kaiga (engl. Kaiga Atomic Power Station) befindet sich in der Nähe des Ortes Kaiga im Bundesstaat Karnataka, Distrikt Uttara Kannada am südlichen Ufer des Flusses Kali, der etwa 5 km weiter westlich vom Kadra-Staudamm aufgestaut wird.
In Kaiga sind derzeit vier Druckwasserreaktoren mit Schwerem Wasser als Moderator (Schwerwasser-Druckreaktor (PHWR) mit einem CANDU-ähnlichen Design) mit jeweils 220 Megawatt Leistung in Betrieb.
Kaiga 1 wurde am 26. September 2000 kritisch. Kaiga 2 wurde am 24. September 1999 kritisch und der kommerzielle Betrieb begann am 16. März 2000. Der vierte Reaktor ist seit dem 20. Januar 2011 in kommerziellem Betrieb.
Die Planung zweier weiterer Reaktoren wurde eingestellt.
Auf dem Gelände befindet sich auch eine Anlage zur Entsorgung des anfallenden radioaktiven Abfalls.
Ungeachtet der Leistung des Kernkraftwerks gibt es in der direkten Umgebung immer noch Ortschaften, die darauf warten, an das Elektrizitätsnetz angeschlossen zu werden.

## Störfälle
Wegen eines Bauunfalls am 13. Mai 1994, bei dem ein Teil des inneren Containments zusammenbrach, kam es zu Verzögerungen beim Bau.
Am 24. November 2009 wurden in einem Kühlungstank auf dem Gelände, dessen Inhalt als Trinkwasser bestimmt war, erhöhte Tritium-Werte gemessen. Laut offiziellen Angaben sei dies das Resultat eines Sabotageaktes gewesen. Daraufhin wurden Sicherheitsvorkehrungen wie Messungen und Überwachung verstärkt.

## Umweltauswirkungen
Laut der „Western Ghats Task Force“ soll die Anzahl an Krebserkrankungen um das Kraftwerk in den ersten zehn Jahren des Betriebs des Kraftwerks von fünf auf 40 angestiegen sein.

## Sicherheit
Infolge des Tōhoku-Erdbebens in Japan wurde die Sicherheit des Werks überprüft und laut offiziellen Angaben können alle in Betrieb befindlichen Reaktoren einem Erdbeben der Stärke 6 standhalten. Zudem befinde sich das Werk außerhalb der Reichweite von Tsunamis.

## Daten der Reaktorblöcke
Das Kernkraftwerk Kaiga hat insgesamt vier Blöcke, Informationen zu den geplanten Blöcken 5 und 6 sind gegenwärtig nicht bei der IAEA verfügbar. Die Blöcke sollen 2025 ans Netz gehen.
| Reaktorblock | Reaktortyp | Elektr. Netto- leistung | Elektr. Brutto- leistung | Thermische Leistung | Baubeginn  | Netzsyn- chronisation | Kommer- zieller Betrieb | Abschal- tung |
| ------------ | ---------- | ----------------------- | ------------------------ | ------------------- | ---------- | --------------------- | ----------------------- | ------------- |
| Kaiga-1      | PHWR       | 202 MW                  | 220 MW                   | 800 MW              | 01.09.1989 | 12.10.2000            | 16.11.2000              | —             |
| Kaiga-2      | PHWR       | 202 MW                  | 220 MW                   | 800 MW              | 01.12.1989 | 02.12.1999            | 16.03.2000              | —             |
| Kaiga-3      | PHWR       | 202 MW                  | 220 MW                   | 800 MW              | 30.03.2002 | 31.03.2007            | 11.04.2007              | —             |
| Kaiga-4      | PHWR       | 202 MW                  | 220 MW                   | 800 MW              | 10.05.2002 | 19.01.2011            | 20.01.2011              | —             |
| Kaiga-5      | PHWR       | 202 MW                  | 220 MW                   | 800 MW              | —          | —                     | —                       | —             |
| Kaiga-6      | PHWR       | 202 MW                  | 220 MW                   | 800 MW              | —          | —                     | —                       | —             |